# Auksospora

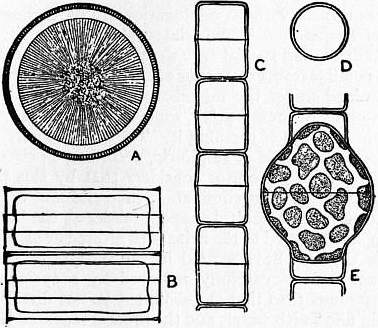
Tworzenie auksospory (rys. E) u Melosira varians

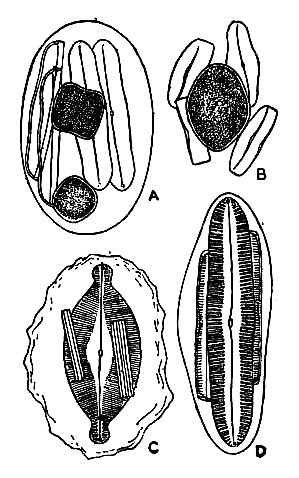
Auksospory okrzemek pierzastych z okrywami komórek rodzicielskich

Auksospora – stadium rozwojowe okrzemek.
Auksospora często jest zygotą – powstaje z połączenia dwóch haploidalnych gamet. Może też powstawać z pseudozygoty lub komórki wegetatywnej, zwykle jest diploidalna, ale może być haploidalna lub poliploidalna. Pancerzyk auksospory jest słabo wysycony krzemionką, a jego kształt i ornamentacja odbiega od typowej. W wyniku podziału mitotycznego z auksospory powstają komórki wegetatywne. Pierwsza z nich, czyli komórka pierwszego podziału, ma już całkowicie krzemionkowy pancerzyk, ale jego kształt i ornamentacja nadal nie są dokładnie takie, jak pozostałych komórek wegetatywnych. Auksospory w zasadzie nie pełnią funkcji diaspor ani przetrwalników, co mogłaby sugerować nazwa przyjęta zanim dokładnie poznano ich funkcje. Spory przetrwalnikowe mogą powstawać w obrębie auksospory u niektórych gatunków.
Ze względu na specyficzny sposób podziału komórek okrzemek, w którym jedna z komórek potomnych zawsze jest mniejsza od rodzicielskiej, kolejne pokolenia okrzemek w jednej linii są coraz mniejsze. Auksospora, będąc pozbawiona sztywnego pancerzyka, rozrasta się i osiąga największy dla danego gatunku rozmiar. Komórki powyżej pewnego rozmiaru zwykle nie są w stanie wytwarzać auksospor. U niektórych gatunków, o otwartym cyklu życiowym nie istnieje minimalny rozmiar komórek, które mogą tworzyć auksospory, podczas gdy u innych, o zamkniętym cyklu życiowym, po osiągnięciu rozmiaru minimalnego niemożliwe jest tworzenie auksospor.

## Rozwój auksospor
Proces płciowy prowadzący do powstania auksospory jest zróżnicowany u różnych gatunków. U okrzemek centrycznych często jest to oogamia z udziałem uwicionego plemnika. Oogamia występuje także u niektórych okrzemek pierzastych (np. Rhabdonema adriaticum). U wielu innych następuje izogamia, gdy z komórek rodzicielskich w wyniku mejozy powstają po stosunkowo duże dwie gamety (pozostałe jądra komórkowe zanikają). Takie gamety łączą się często w obrębie komórek rodzicielskich, przez co zygota i auksospora może wciąż pozostawać związana ze starymi pancerzykami. U różnych gatunków możliwa jest autogamia i inne procesy, jak apomiksja lub automiksja. Zwykle u danego gatunku stwierdzany jest jeden z modeli, ale zdarzają się gatunki, u których auksospory mogą powstawać przy udziale zarówno jednej, jak i dwu komórek rodzicielskich. Zygota, kiełkując, zwiększa swój rozmiar kilkukrotnie, przekształcając się w auksosporę. Jej pektynowa ściana komórkowa prędzej (u pierzastych) lub później (u centrycznych) pęka i jest zastępowana przez błonę krzemionkową. U okrzemek pierzastych ściana komórkowa powstała zamiast pektynowej nazywana jest perizonium. Następnie auksospora wytwarza już dwuczęściowy pancerzyk. Pierwsze wieczko pancerzyka powstaje jeszcze w obrębie perizonium. Przed wytwarzaniem każdej okrywy następuje mitoza, jednak tylko jedno jądro potomne rozwija się dalej. Po wytworzeniu denka nowy osobnik jest już komórką wegetatywną. Ze względu na kolejne degeneracje niektórych jąder powstałych w wyniku mitozy, z auksospory powstaje jedna potomna komórka wegetatywna.
Terminu tego czasem używa się także dla komórek wegetatywnych, które rozrastają się do maksymalnych rozmiarów. U niektórych gatunków okrzemek nie zachodzi proces płciowy z kiełkowaniem auksospor, w zamian protoplast wydostaje się z pancerzyka i powiększa swój rozmiar. Komórka taka nie przechodzi mejozy. Również wzrastając nie różni się w zasadzie od komórek wegetatywnych i nie powstają w niej struktury charakterystyczne dla auksospory, jak np. perizonium, choć budowa pancerzyka może nieco odbiegać od typowej. Taki wzrost może wystąpić też u gatunków zdolnych do tworzenia auksospor, wtedy często tak rozrośnięta komórka nie osiąga rozmiaru auksospory swojego gatunku. Zdaniem niektórych ekspertów w przypadku rozrostu komórki wegetatywnej nie należy określać jej jako auksospory powstałej bez procesu płciowego.